# Ford V8
La Ford V8 è un'autovettura di fascia alta prodotta dal 1932 al 1939 dalla Casa automobilistica statunitense Ford per il mercato francese e che derivava direttamente dalle Ford V8 commercializzate negli USA.

## Profilo

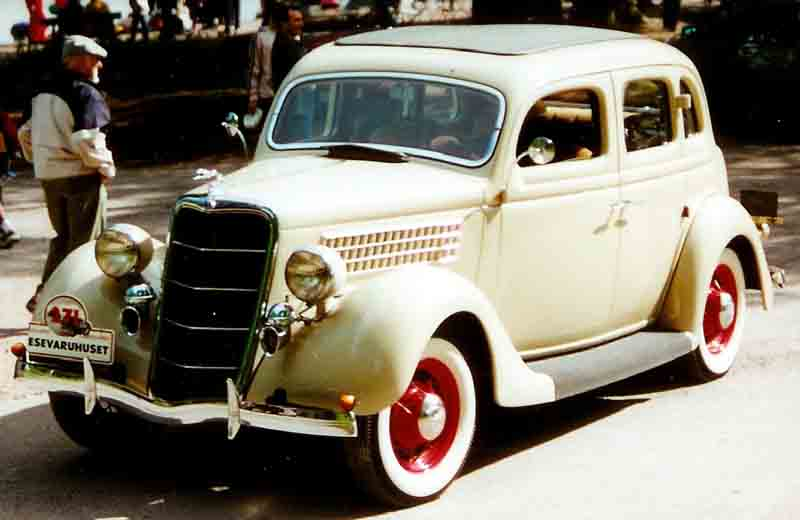
Una Ford V8-48

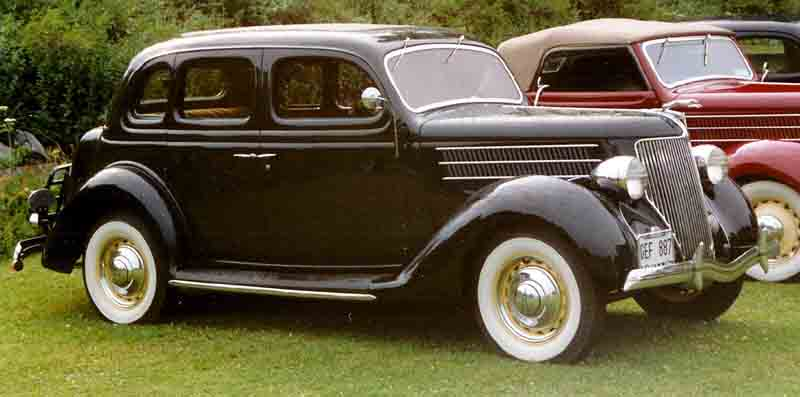
Una Ford V8-68

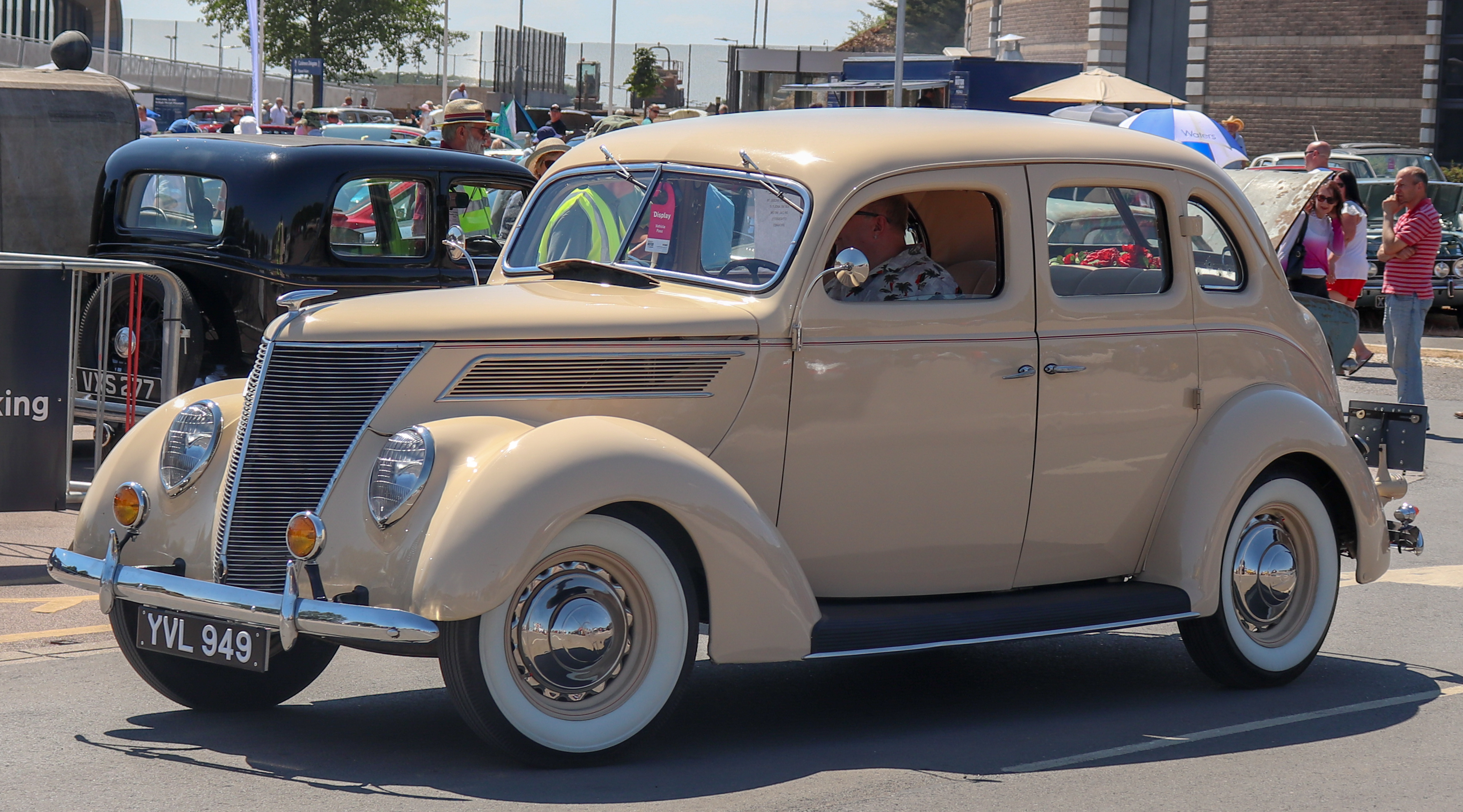
Una Ford V8-78

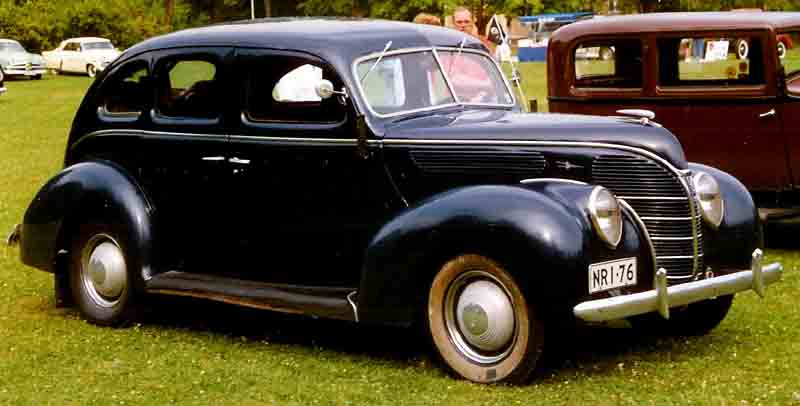
Una Ford V8-81A

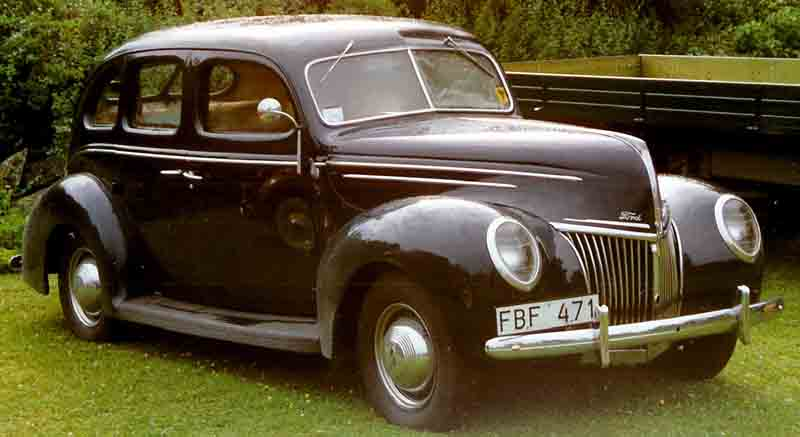
Una Ford V8-91A

Questo modello rappresentava il top di gamma della Ford francese all'inizio degli anni trenta. Le prime Ford V8 destinate al mercato francese erano praticamente quelle che oltreoceano erano note come Model B. Non bisogna pensare infatti alle Ford V8 come ad una vettura pensata solo per il mercato francese. Esistevano anche negli USA, ma con un altro nome. Sul mercato francese erano invece commercializzate come V8-18, ma erano note anche come Model 18.

Erano delle grosse, comode e confortevoli berline equipaggiate da un motore V8 da 3622 cm³. La distribuzione era a valvole laterali mosse da un asse a camme centrale. Tale motore era provvisto di carburatore monocorpo. La potenza massima era di 70 CV, un valore non molto elevato, ma che assicurava una notevole coppia motrice fin dai regimi più bassi e quindi un'ottima elasticità di marcia. Il cambio era manuale a 3 marce e la velocità di punta era di poco superiore ai 120 km/h.

Nel mese di ottobre del 1934, in occasione del Salone di Parigi, fu presentata la V8-40, detta anche Model 40, le cui differenze rispetto alla V8-18 che andava a sostituire stavano essenzialmente nel propulsore, che veniva a quel punto alimentato tramite un carburatore doppio corpo. La potenza massima crebbe fino a 90 CV a 3800 giri/min e la velocità massima raggiunse i 130 km/h.

Ma già all'inizio del 1935, fu lanciata la V8-48, meccanicamente identica alla V8-40, ma con carrozzeria più arrotondata. La V8-48 era disponibile in svariate versioni di carrozzeria. Tale versione fu commercializzata con marchio Ford dalla Matford, nata dalla fusione tra Ford francese e Mathis. Ma alla fine dello stesso anno la V8-48 sparì come prodotto Ford per continuare ad essere prodotta come Matford Alsace V8. Ma la Matford, oltre che a produrre vetture con il suo marchio, proseguì ad importare dagli USA anche vetture del Gruppo Ford. Perciò all'inizio del 1936 arrivò anche la vera erede della V8-48, ossia la V8-68, che si distinse dalla progenitrice per la forma del cofano motore e della calandra.

Le grosse differenze si ebbero invece nel 1937 con l'arrivo della V8-78, le cui linee ridisegnate si rifacevano piuttosto ad un'altra vettura commercializzata negli States e in Francia, ossia la Lincoln Zephyr (la Lincoln apparteneva già all'epoca alla Ford).

Nel 1938 fu la volta della V8-81A ad essere lanciata: fu commercializzata in due varianti di carrozzeria. La versione Standard aveva la carrozzeria simile alla V8-78 tranne che nel frontale rinnovato, mentre la versione De Luxe aveva una inedita carrozzeria molto più arrotondata.

Nel 1939, infine, fu introdotta la V8-91A, anch'essa disponibile in due carrozzerie, proposte in maniera analoga alla V8-81A. Tale modello non va confuso con un altro modello contemporaneo della produzione Matford, ossia il modello F81, analogo al modello d'oltreoceano anche nella meccanica. Tornando alla V8-91A, si è detto che venne proposta in due varianti di carrozzeria: la Standard aveva carrozzeria identica a quella della versione del 1938, mentre la De Luxe, proponeva un nuovo frontale ispirato a quello delle Mercury (altro marchio appartenente alla Ford da diversi decenni).
Con l'uscita di produzione della V8-91A terminò la storia francese delle Ford con motore V8 da 3.6 litri.

Dopo il conflitto la Ford francese riprese la produzione proponendo vetture con motori da 2.2 litri.